# Ellipteroides chiloensis
Ellipteroides chiloensis är en tvåvingeart som först beskrevs av Alexander 1969.  Ellipteroides chiloensis ingår i släktet Ellipteroides och familjen småharkrankar. Inga underarter finns listade i Catalogue of Life.